# Masur
Māsūr (farsi ماسور) è una città dello shahrestān di Khorramabad, circoscrizione di Centrale, nella provincia del Lorestan. Aveva, nel 2006, una popolazione di 15.037 abitanti.